# 모여라! 시튼 학원
모여라! 시튼 학원(일본어: 群れなせ！シートン学園, Seton Academy: Join the Pack!)은 야마시타 문고의 일본 만화 시리즈이다. 2016년 5월부터 2021년 5월까지 사이게임즈의 사이코미 만화 앱과 웹사이트를 통해 온라인으로 연재되었으며 고단샤(전)와 쇼가쿠칸(현재)에 의해 15권의 단행본으로 수집되었다. 스튜디오 고쿠미가 제작한 애니메이션 TV 시리즈는 2020년 1월 7일부터 3월 24일까지 방영되었다.
만화와 애니메이션 모두 평론가들로부터 엇갈린 평가를 받았고, 글과 이야기, 특성이 비판을 받았다.